# Biogeografia

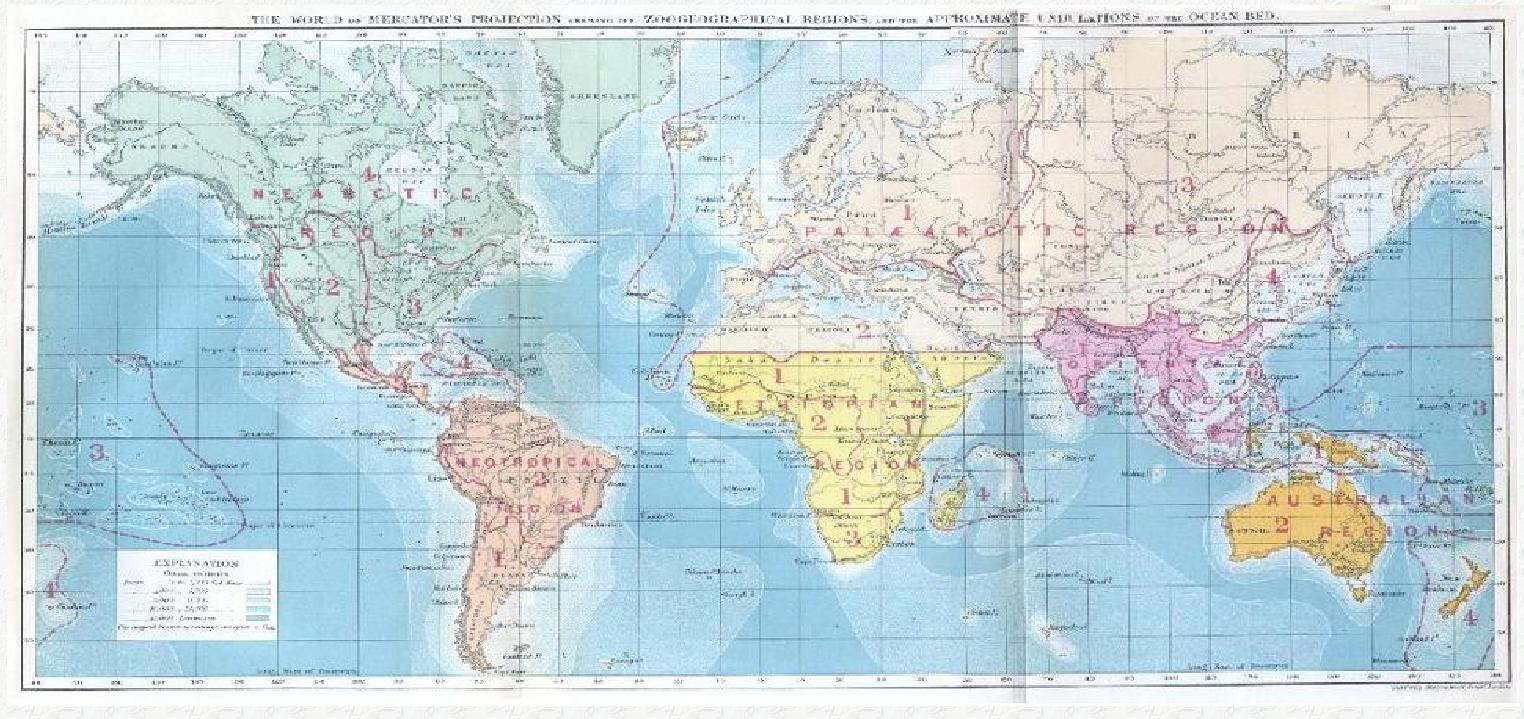
Frontispício do livro The Geographical Distribution of Animals de Alfred Russel Wallace

Biogeografia é o estudo da distribuição das espécies e ecossistemas no espaço geográfico e através do tempo geológico. Organismos e as comunidades biológicas variam de uma forma altamente regular ao longo de gradientes geográficos de latitude, altitude, isolamento e área de habitat.
Conhecimento da variação espacial nos números e dos tipos de organismos é tão vital para nós hoje como foi para nossos primeiros ancestrais humanos, como se adaptar a ambientes heterogêneos, mas geograficamente previsíveis.
Biogeografia é um campo de estudo integrador que une conceitos e informações de ecologia, biologia evolutiva, taxonomia, geologia, geografia física, paleontologia e climatologia. Pesquisas biogeográficas modernas combinam informações e ideias de muitos campos, desde as limitações fisiológicas e ecológicas sobre a dispersão do organismo aos fenômenos geológicos e climatológicos que operam na escala global e em períodos evolutivo.
O trabalho de Carlos Lineu foi essencial para o desenvolvimento da biogeografia como ciência. O corpo teórico da biogeografia surge do trabalho de cientistas como Alexander von Humboldt (1769–1859), Francisco José de Caldas (1768–1816), Hewett Cottrell Watson (1804–1881), Alphonse de Candolle (1806–1893), Alfred Russel Wallace (1823–1913), Philip Lutley Sclater (1829–1913) entre outros biólogos e exploradores.

## Campos de estudo da biogeografia
A biogeografia pode ser dividida em dois grandes campos de estudo:
- Biogeografia Histórica: também conhecida como paleobiogeografia, ocupa-se da identificação, através dos registros fósseis, das dinâmicas de distribuição, adaptação, diferenciação e extinção de espécies ao longo da história geológica da Terra. Dessa forma, a biogeografia histórica aborda processos evolutivos durante um longo período em uma grande escala espacial.[9] Ela explica a distribuição dos seres vivos em função de fatores históricos;
- Biogeografia Ecológica: estuda as interações de fatores ambientais atuais entre organismos com seu habitat, e como esses seres se adaptam conforme as condições ecológicas. Dessa maneira, as questões estudadas pela biogeografia ecológica ocorrem em um espaço de tempo mais curto.[9] Ela analisa a distribuição dos seres vivos em função de suas adaptações às condições atuais do meio ambiente.

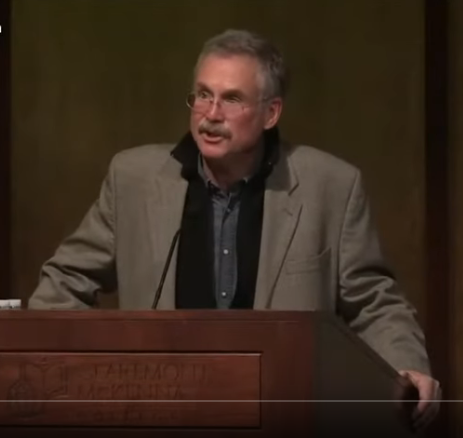
David Quammen

Durante períodos de mudanças ecológicas, a biogeografia inclui o estudo de espécies vegetais e animais, seu habitat de refúgio, seus locais de vida provisórios, e/ou seus locais de sobrevivência. Dessa forma, o escritor David Quammen questionaː "[a] biogeografia faz mais do que perguntar Qual espécie?, e Onde?; ela também questiona 'Por quê?' e, o que às vezes é mais crucial: "Por que não?".
A biogeografia é mais profundamente estudada em ilhas. Estes habitats são, muitas vezes, objetos de estudo muito mais controláveis, porque eles são mais condensados do que os ecossistemas continentais. Ilhas também são locais ideais, porque permitem que os cientistas investiguem o papel de espécies invasoras em habitats e como elas se dispersam no espaço geográfico da ilha. O conhecimento adquirido no estudo de habitats em ilhas pode ser aplicado no estudo de habitats continentais mais complexos. As ilhas apresentam uma grande diversidade de biomas, uma vez que são distribuidas em diferentes latitudes e apresentam características climáticas que vão do tropical ao polar. Esta diversidade no habitat permite uma vasta gama de espécies de estudo em diferentes partes do mundo.

## História
A teoria científica da biogeografia cresceu com a contribuição dos trabalhos de Alexander von Humboldt (1769-1859), Hewett Cottrell Watson (1804-1881), Alphonse de Candolle (1806-1893), Alfred Russel Wallace (1823-1913), Philip Lutley Sclater (1829-1913) e outros biólogos e exploradores.

Linha de Wallace

O biólogo Alfred Russel Wallace, um dos maiores estudiosos da biogeografia em níveis muito superiores aos de Darwin, traçou em suas viagens um limite notavelmente claro, que contornava as ilhas na região da Ásia, chamada de “Linhas de Wallace”.
Wallace compreendia a evolução quando ele começou suas viagens em 1848 pela Amazônia e sudeste da Ásia. Nessas viagens, ele procurou demonstrar que a evolução realmente aconteceu, mostrando como a geografia afetava a variedade das espécies. Ele estudou centenas de animais e plantas, tomando cuidado de registrar onde cada um foi encontrado, percebendo padrões e evidências favoráveis para a evolução. Ele foi indagado, por exemplo, de como as fronteiras estabelecidas por rios e montanhas delimitavam os habitats de muitas variedades de espécies, para responder isso ele comprovou que a explicação convencional de que espécies tinham sido criadas com adaptações para o clima particular da região onde elas vivem não fazia sentido, visto que ele encontrou regiões com climas semelhantes e animais completamente diferentes.
Wallace chegou à mesma conclusão que Darwin, de que a biogeografia era apenas um registro da hereditariedade. Enquanto as espécies colonizavam novos habitats e suas antigas fronteiras eram divididas por montanhas e outras barreiras naturais, se conformando na distribuição em que se encontram atualmente.
A biogeografia moderna emprega o uso de Sistemas de Informações Geográficas (SIG) para entender os fatores que afetam a distribuição dos organismos, e prever as tendências futuras na distribuição dos organismos. Geralmente, modelos matemáticos e SIG são utilizados para resolver problemas ecológicos que apresentam um aspecto espacial.
Um cientista que reconheceu a importância destes locais geográficos foi Charles Darwin, que dedicou dois capítulos de A Origem das Espécies à distribuição geográfica.

## Classificação
Biogeografia é uma ciência sintética, relacionados à geografia, biologia, ciência do solo, geologia, climatologia, ecologia e evolução.
Alguns conceitos fundamentais em biogeografia incluem:
- Evolução - mudança na composição genética de uma população;
- Extinção - o desaparecimento de uma espécie;
- Dispersão - o movimento das populações de distância de seu ponto de origem, relativos à migração;
- Áreas endêmicas;
- Geodispersão - a erosão das barreiras à biótica [desambiguação necessária] dispersão e fluxo gênico, que permite a expansão da área e da fusão de biotas previamente isoladas;
- Alcance e distribuição;
- Vicariância - a formação de barreiras à dispersão biótica e fluxo gênico, que tendem a subdividir as espécies e biotas, levando à especiação e extinção.

## Padrões e Processos
Para compreender o padrão de distribuição dos organismos é preciso estar consciente de que este padrão decorre da interação de dois tipos de processos. Estes são os processos espaço-temporais dos organismos vivos (bióticos) e do planeta (abióticos); são processos que ocorrem diversamente no espaço ao longo do tempo. Os processos são de três tipos principais:  extinção, dispersão e vicariância:
1. A extinção é o processo onde a população é dividida após um evento de extinção central que, de certa forma, isola as populações restantes e estas podem sofrer especiação por quebra de fluxo gênico;
2. Dispersão é um conjunto dos processos que possibilitam a fixação de indivíduos de uma espécie num local diferente daquele onde viviam os seus progenitores, e pode ocorrer através da colonização de áreas afastadas e promover uma especiação por quebra de fluxo genético;
3. Vicariância é um processo evolutivo desencadeado pela ocorrência de um ou mais eventos geológicos em uma área habitada por um determinado grupo, que separa significativamente os indivíduos deste grupo, impossibilitando o fluxo gênico, causando assim uma especiação alopátrica.

Os padrões de distribuição de espécies em áreas geográficas geralmente podem ser explicados por uma combinação de fatores históricos, biológicos, ecológicos e ambientais. Fatores biológicos incluem a especiação e a extinção, enquanto os fatores geológicos incluem a deriva continental, glaciação, variação do nível do mar, organização de vias fluviais e a captura fluvial. Outros fatores ambientais, como as características do habitat e as fontes de energia disponíveis no ecossistema, somados à distribuição irregular de massas de terra (que leva ao potencial isolamento de ecossistemas), contribuem para distribuição das espécies.

## Biogeografia terrestre

Linha de Wallace.

A Linha de Wallace dividiu a região oriental e australiana. Porém, em 2012, pesquisadores internacionais da Universidade de Copenhague, Dinamarca, atualizaram o mapa da vida animal, elaborado pela primeira vez em 1876. As informações puderam ser aprimoradas com o uso de técnicas genéticas e estatísticas, por cientistas que reuniram dados sobre a localização e as relações evolutivas de 21.037 espécies de mamíferos, anfíbios e aves, para caracterizar seus padrões biogeográficos naturais.                                                          
Diferentes áreas do mundo costumam abrigar tipos específicos de espécies, que tornam cada região diferente da outra nesse aspecto. Identificadas ao todo 20 regiões, que abrigam 11 grandes reinos. O novo mapa, apresentado na revista Science, busca descrever o relacionamento histórico e evolutivo entre essas macrorregiões.

Houve também a criação de um coeficiente, variando de 0 a 1, para mostrar o quanto um reino é único em relação aos demais. Quanto mais próximo de 1, maior o endemismo, os Reinos Australiano (0,68) e Madagascar (0,63) possuem diversidade beta. A Austrália, com uma fauna muito distinta do restante do mundo, é bastante exótica e com espécies endêmicas. A região australiana é composta dessa forma por Austrália e Nova Zelândia.
"Padrões de endemismo têm sido usados extensivamente ao longo do tempo em uma das abordagens mais fundamentais para sumarizar padrões biogeográficos na Terra." 
A observação de que regiões diferentes do globo eram caracterizadas por diferentes conjuntos de animais e plantas foi reconhecida muito antes da famosa teoria da evolução de Darwin.

## Teoria biogeográfica de regiões
As fundações para uma teoria biogeográfica de regiões foram postas pelas observações de Comte de Buffon, em 1761. Nelas, Buffon constatou que as regiões tropicais do Velho Mundo e do Novo Mundo continham tipos diferentes de grandes mamíferos. Em meados de 1838, Augustin de Candolle havia delineado 40 regiões biogeográficas diferentes, baseando-se na distribuição vegetal. Em 1858, Philip L. Sclater havia delineado seis regiões terrestres zoogeográficas, baseado na fauna global de aves e, em 1876, Wallace expandiu o esquema canônico de Sclater, incluindo mamíferos e outros animais. Interessantemente, ao mesmo tempo, Wallace também delineou 21 sub-regiões continentais que eram similares aquelas construídas por Candolle, baseada em plantas, 56 anos antes.

Regiões biogeográficas têm tradicionalmente sido desenhadas de maneira separada para animais e plantas. As regiões zoogeográficas de Sclater e Wallace sobreviveram, em grande medida, aos tempos modernos e diferem daquelas feitas para plantas – as regiões/reinos fitogeográficas(os) (Good, 1947-1974; Takhtajan, 1986) – por razões resumidas por Cox (2001). Um dos primeiros esquemas fitogeográficos foi o Ronald Good’s Floristic Kingdoms, baseado em coincidência de distribuição de táxons não-relacionados de angiospermas. Good identificou seis “reinos” separados e vários “sub-reinos”, províncias e, por último, regiões florísticas. A excepcional flora de Fynbos, na África do Sul, mereceu um “reino” próprio.

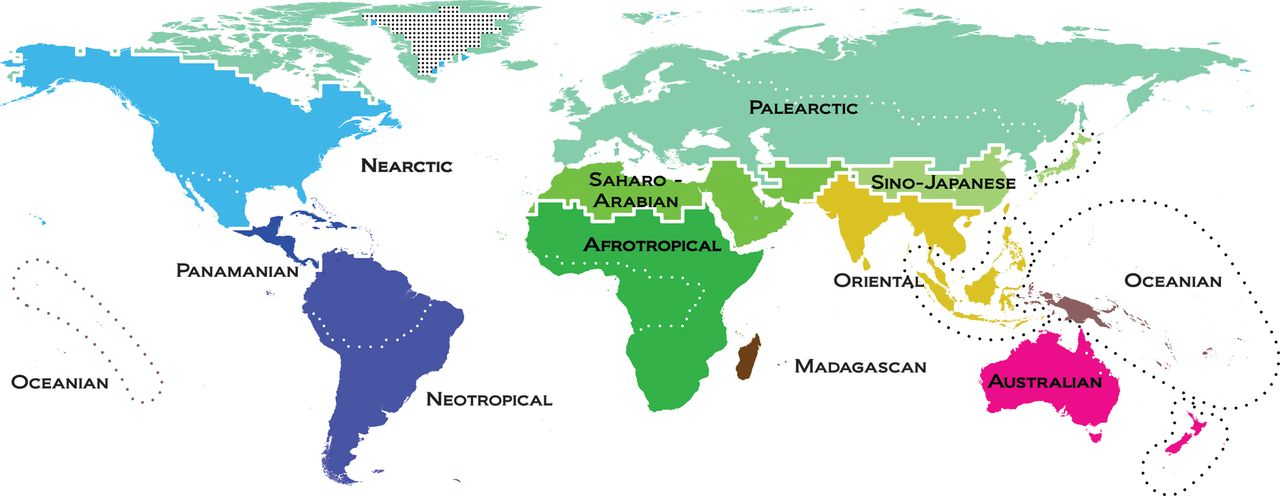
Mapa atualizado das 11 regiões biogeográficas

Enquanto muitas das terminologias e noções básicas sobreviveram desde as primeiras tentativas de subdividir geograficamente o globo, recentes abordagens, as quais visam revisar e atualizar as descrições das regiões, têm incorporado mais de um século de dados adicionais sobre distribuições e taxonomia. No entanto, têm enfatizado diferentes critérios para a revisão das fronteiras regionais. Cox (2001), argumentou a favor de mais suportes consistentes para táxons endêmicos a fim de delinear um conjunto mais equitativo de reinos e regiões, mantendo separadas as regiões zoogeográficas e fitogeográficas. Ainda, defendeu a remoção da zona “Wallaceana” de ilhas situadas entre o sudeste da Ásia e Australásia de qualquer outra região, devido a sua extrema complexidade biogeográfica.
Alternativamente, Morrone (2002), usou uma abordagem panbiogeográfica: primeiramente argumentando a favor de um conjunto unificado de regiões de plantas e animais; secundariamente, baseando tais regiões nas afinidades histórico-evolucionárias associadas com a fragmentação das massas de terra Laurasiana e Gondwana em continentes modernos e ilhas maiores. A mais significativa inovação da abordagem de Morrone foi ter dividido a América do Sul e a Austrália em duas regiões separadas – uma com afinidades históricas com uma biota característica do leste da Gondwana e outra de afinidades com uma biota particular do oeste da Gondwana. Entretanto, a mais recente análise global de regiões zoogeográficas, realizada por Kreft e Jetz (2010), usando técnicas de classificação multivariada, rejeita na maioria das sugestões de Morrone e reafirma essencialmente a linha de trabalho clássica Wallaceana, enquanto também provê uma base quantitativa para identificação de seis regiões principais e subdivisões delas.
Um número proeminente de esquemas para planejamento estratégico de conservação faz uso de esquemas biogeográficos de regionalização na construção de suas análises e é interessante especular como a adoção das recentes alterações propostas podem afetar tais exercícios de planejamento de conservação".

## Regiões biogeográficas marinhas
As regiões biogeográficas marinhas são delimitadas por zonas climáticas e por correntes oceânicas, que podem servir de fronteiras para vários tipos de seres vivos.
Estas grandes regiões podem ainda ser subdivididas e recentemente usa-se o conceito de grande ecossistema marinho como a unidade de estudo e conservação das espécies marinhas.